# Dario Flick
Dario Alessandro Barbanti-Flick (* 5. Januar 1997 in Köln) ist ein deutscher Musiker und Schauspieler.

## Leben
Bekannt wurde er als Gitarrist der deutschen Kinderrockband Apollo 3, die er zusammen mit Henry Horn und Marvin Schlatter im Jahr 2006 gründete. Außerdem spielte er Alex in Die Teufelskicker.

## Equipment
Dario spielte auf vielen Gitarren, darunter:
- Gibson Flying V
- Gibson Les Paul
- Fender Stratocaster
- Fender Telecaster